# Perna (Bosanska Krupa)
Perna falu Bosznia-Hercegovinában, a Bosznia-hercegovinai Föderáció Una-Szanai kantonjában, Bosanska Krupa községben.

## Fekvése
Bosznia-Hercegovina északnyugati részén, Bihácstól légvonalban 21, közúton 40 km-re északkeletre, Bosanska Krupa központjától légvonalban és közúton 5 km-re északnyugatra levő dombos, erdős területen fekszik. A falu egy karsztfennsíkon található, ahol a 417 méter magasan Perna-hegy emelkedik. Főbb településrészei a középső részen Perna, északon Krivodo, délen pedig Grabež. Főbb ivóvízforrásai az Odžinac, a Bent, az Alino Vrelo, a Matinovac, a Krečana és a Cazinski Bunar.

## Népessége
| Nemzetiségi csoport | Népesség 1991 | Népesség 2013 |
| ------------------- | ------------- | ------------- |
| Szerb               | 139           | 4             |
| Bosnyák             | 0             | 27            |
| Horvát              | 0             | 0             |
| Jugoszláv           | 0             | 0             |
| Egyéb               | 1             | 0             |
| Összesen            | 140           | 31            |

## Története
A falu nevét a felette emelkedő Perna-hegyről kapta. A Celebića Njiva, a Crnkića Dolina, a Salijagića Brdo és a Musića Brijeg helynevek egykor itt élt családokra emlékeztetnek. A település 1878-ig tartozott az Oszmán Birodalomhoz, ekkor a berlini kongresszus határozata alapján az Osztrák-Magyar Monarchia része lett. A monarchia szétesésével 1918-ban előbb a Szerb-Horvát-Szlovén Királyság, majd 1929-től a Jugoszláv Királyság része. Az 1929-es törvény értelmében, amikor Bosznia-Hercegovinát négy banovinára, Drinskára, Vrbaskára, Zetskára és Primorskára osztották, a település a Vrbaska banovina része lett, amelynek székhelye Banja Luka volt. Jugoszlávia megszállása után a Független Horvát Állam (NDH) része lett. A második világháború után a szocialista Jugoszláviához tartozott. A daytoni békeszerződést követő területfelosztásnál Bosanska Krupa község részeként a Bosznia-Hercegovinai Föderáció területéhez került.